# Valentin Kozmitj Ivanov
Valentin Kozmitj Ivanov (ryska: Валентин Козьмич Иванов), född 19 november 1934 i Moskva, död 8 november 2011 i Moskva, var en sovjetisk (rysk) fotbollsspelare, mest känd för att ha vunnit skytteligan i EM 1960 och för att ha delat skytteligasegern i VM 1962 med fem andra spelare.

## Karriär
Ivanov besatt en blixtrande snabbhet kombinerat med en väl utvecklad teknik. Detta förde med sig att han kunde dribbla i hög fart vilket gav både honom och hans lagkamrater målchanser.
Totalt, under sina 59 landskamper, gjorde han 26 mål, vilket ger honom tredje plats på listan över de bästa målskyttarna i sovjetiska/ryska landslaget genom tiderna - endast slagen av Oleg Blochin och Oleg Protasov.
På klubblagsnivå tillhörde han den mesta tiden Torpedo Moskva. Han gjorde där 124 mål på 286 matcher i den sovjetiska högsta ligan vilket placerar honom på en 9:e plats över de bästa målskyttarna genom tiderna. 
Han var far till före detta internationella fotbollsdomaren Valentin Valentinovitj Ivanov, född 1961.
Ivanov avled den 8 november 2011.

### Webbkällor
- Valentin Kozmitj Ivanov på National-Football-Teams.com (engelska)
- Valentin Ivanov på transfermarkt.co.uk